# Семенова Лідія Костянтинівна
Лідія Костянтинівна Семенова (22 листопада 1951 — 4 липня 2025) — радянська та українська шахістка, гросмейстер серед жінок від 1982 року.

## Біографія та спортивні досягнення
Лідія Семенова рано розпочала свою шахову кар'єру, і ще у 1967 році стала першою чемпіонкою України з шахів за листуванням. У 1971 році шахістка стала чемпіонкою УРСР вже й у очній грі. Із 1969 року Лідія Семенова регулярно бере участь у чемпіонатах СРСР. У 1978 році Лідія Семенова стала чемпіонкою СРСР із шахів (розділила цей титул з Іриною Левітіною). В інших чемпіонатах СРСР найкращими показниками шахістки стали: 1971 — 3—4-е; 1972 — 5—8-е; 1976 і 1979 — 5—6-е; 1980—1981 — 6—7-е місця. Лідія Семенова неодноразово ставала переможцем та призером міжнародних турнірів, зокрема, тричі вигравала міжнародний турнір у Пйотркові-Трибунальському в 1971, 1976 та 1987 роках, а у 1984 році розділила на цьому турнірі 1—2 місце. у 1979 році розділила 2—3 місце; у 1977 році розділила 1—2 місце на турнірі в Сінаї; у 1980 році розділила 1—2 місце на турнірі в Будапешті; у 1984 році стала переможцем турніру в Батоньї; у 1986 році розділила 1—3 місце в Беїле-Херкулане. У 1985 році Лідія Семенова розділила 3—5 місця на турнірі у Белграді; та в цьому ж році у Львові розділила на міжнародному турнірі 2—4 місця. Після здобуття незалежності України Лідія Семенова продовжила виступи у чемпіонатах України, у 1997 році стала чемпіонкою України. Останнім успішним виступом шахістки було друге місце на чемпіонаті України із шахів у 2003 році.
У 80-х роках ХХ століття Лідія Семенова належала до числа найсильніших шахісток світу. У 1982 році отримала титул гросмейстера серед жінок. У тому ж 1982 році Семенова посіла друге місце на міжзональному турнірі в Бад-Кіссінгені, та отримала путівку до наступного етапу відбору до матчу на першість світу, в якому досягла свого найбільшого успіху в житті. Спочатку у чвертьфінальному матчі претенденток Лідія Семенова переграла Маргариту Мурешан 5½—4½, а пізніше у півфінальному матчі перемогла Нану Іоселіані 5½—4½. У фінальному матчі претенденток, який проходив у Сочі в 1984 році, Лідія Семенова поступилася Ірині Левітіній із рахунком 5—7, яка пізніше програла матч за жіночу шахову корону Маї Чибурданідзе. Наступний цикл боротьби за світову шахову корону Семенова розпочала відразу із турніру претенденток, який відбувся у 1986 році в Мальме, проте посіла на ньому лише 5 місце, та вибула з подальшої боротьби. Наступного року шахістка брала участь у міжзональному турнірі в Тузлі, на якому поділила 3—4 місце, проте програла стиковий матч за вихід до турніру претенденток Агнєшці Брустман 1—4. Пізніше Лідія Семенова ще двічі — у 1993 та 1995 роках — брала участь у міжзональних турнірах, проте успіху в них не мала.
У 1984 році Лідія Семенова брала участь у Шаховій олімпіаді в Салоніках, на якій здобула три золоті медалі — у командній першості, як член збірної СРСР, за найкращий результат на IV дошці, та за найкращий рейтинговий показник. За це досягнення Семенова у 1985 нагороджена медаллю «За трудову відзнаку». У 1992 році брала участь у шаховій олімпіаді в Манілі у складі збірної України, на якій здобула срібну медаль.
Найвищого рейтингу Лідія Семенова досягла 1 липня 1990 року, і з результатом 2359 поділяла 24—25 місце у рейтингу ФІДЕ та 13 місце серед радянських шахісток. Найвищий показник у рейтингу шахісток Лідія Семенова досягла у січні 1985 року, коли займала з рейтингом 2290 7 місце у світовому рейтингу шахісток.

## Турнірні результати

### Результати виступів на чемпіонатах світу
| Чемпіонський цикл    | Етап циклу | Спосіб кваліфікації                                  | Раунд / система     | Суперниця                                                                                                 |  | + | —  | = | Очки  | Місце    | Переможниця                                         |
| -------------------- | --- | ---------------------------------------------------- | ------------------- | --- |  | - | -- | - | ----- | -------- | --------------------------------------------------- |
| Чемпіонат світу 1972 | Зональний турнір (чемпіонат СРСР 1969), Горі (СРСР), 8 жовтня — 11 листопада 1969 року, 20 учасниць                                                             | Півфінал чемпіонату СРСР                             | Колова система      | 19 суперниць                                                                                              |  | 5 | 11 | 3 | 6½    | 17       | Нана Александрія                                    |
|                      | |                                                      |                     | |  |   |    |   |       |          |                                                     |
| Чемпіонат світу 1975 | Зональний турнір — чемпіонат СРСР 1972, Тольятті (СРСР), 10 жовтня — 3 листопада 1972 року 20 учасниць                                                          | Півфінал чемпіонату СРСР                             | Колова система      | 19 суперниць                                                                                              |  | 8 | 6  | 5 | 10½   | 2 — 5    | Марта Літинська                                     |
|                      | |                                                      |                     | |  |   |    |   |       |          |                                                     |
| Чемпіонат світу 1978 | Зональний турнір |                                                      |                     | |  |   |    |   |       |          |                                                     |
|                      | |                                                      |                     | |  |   |    |   |       |          |                                                     |
| Чемпіонат світу 1981 | Зональний турнір, Фрунзе (СРСР), грудень 1978 року, 16 учасниць                                                                                                 |                                                      | Колова система      | 15 суперниць                                                                                              |  | 3 | 6  | 6 | 6     | 11 — 12  | Ніно Гуріелі                                        |
|                      | |                                                      |                     | |  |   |    |   |       |          |                                                     |
| Чемпіонат світу 1984 | Зональний турнір, Ленінград (СРСР), грудень 1981 року, 14 учасниць                                                                                              |                                                      | Колова система      | 13 суперниць                                                                                              |  | 5 | 2  | 6 | 8     | — 4      | Л.Семенова, Т.Міногіна, Н.Титоренко, О.Фаталібекова |
| Чемпіонат світу 1984 | Міжзональний турнір 1982, Бад-Кіссінген (Німеччина), липень 1982 року 16 учасниць                                                                               | Зональний турнір 1981 (1-4 місця)                    | Колова система      | 15 суперниць                                                                                              |  | 9 | 1  | 5 | 11½   | Silver   | Нона Гапріндашвілі                                  |
| Чемпіонат світу 1984 | Кандидатський турнір 1983-84, 1/4 — Бад-Кіссінген (Німеччина), березень 1983 року 1/2 — Сочі (СРСР), листопад 1983 року Фінал — Сочі (СРСР), березень 1984 року | Міжзональний турнір 1982 (2 місце)                   | 1/4                 | Маргарета Мурешан                                                                                         |  | 4 | 3  | 3 | 5½:4½ | перемога | Лідія Семенова                                      |
| Чемпіонат світу 1984 | Кандидатський турнір 1983-84, 1/4 — Бад-Кіссінген (Німеччина), березень 1983 року 1/2 — Сочі (СРСР), листопад 1983 року Фінал — Сочі (СРСР), березень 1984 року | Міжзональний турнір 1982 (2 місце)                   | 1/2                 | Нана Іоселіані                                                                                            |  | 5 | 4  | 1 | 5½:4½ | перемога | Лідія Семенова                                      |
| Чемпіонат світу 1984 | Кандидатський турнір 1983-84, 1/4 — Бад-Кіссінген (Німеччина), березень 1983 року 1/2 — Сочі (СРСР), листопад 1983 року Фінал — Сочі (СРСР), березень 1984 року | Міжзональний турнір 1982 (2 місце)                   | Фінал               | Ірина Левітіна                                                                                            |  | 2 | 4  | 6 | 5:7   | поразка  | Ірина Левітіна                                      |
|                      | |                                                      |                     | |  |   |    |   |       |          |                                                     |
| Чемпіонат світу 1986 | Кандидатський турнір 1986, Мальме (Швеція), лютий 1986 року 8 учасниць                                                                                          | Фіналістка кандидатського турніру попереднього циклу | Колова система      | Олена Ахмиловська Нана Александрія Марта Літинська Піа Крамлінг Агнєшка Брустман Ірина Левітіна У Мінцянь |  | 5 | 5  | 4 | 7     | 5        | Олена Ахмиловська                                   |
|                      | |                                                      |                     | |  |   |    |   |       |          |                                                     |
| Чемпіонат світу 1988 | Зональний турнір |                                                      |                     | |  |   |    |   |       |          |                                                     |
| Чемпіонат світу 1988 | Міжзональний турнір 1987, Тузла (Югославія), липень—серпень 1987 року 18 учасниць                                                                               | ?                                                    | Колова система      | 17 суперниць                                                                                              |  | 9 | 3  | 4 | 11    | — 4      | Нана Іоселіані                                      |
| Чемпіонат світу 1988 | Плей-оф міжзонального турніру, Тузла (Югославія) | Міжзональний турнір 1987 (3-4 місце)                 | додатковий матч     | Агнєшка Брустман                                                                                          |  | 0 | 3  | 2 | 1:4   | поразка  | Агнєшка Брустман                                    |
|                      | |                                                      |                     | |  |   |    |   |       |          |                                                     |
| Чемпіонат світу 1991 | Зональний турнір |                                                      |                     | |  |   |    |   |       |          |                                                     |
|                      | |                                                      |                     | |  |   |    |   |       |          |                                                     |
| Чемпіонат світу 1993 | Зональний турнір, Ленінград (СРСР), 5 — 20 лютого 1991 року, 36 учасниць                                                                                        |                                                      | Швейцарська система | 35 суперниць (11 турів)                                                                                   |  |   |    |   | 6     | 10 — 15  | 6 учасниць (у т.ч.М.Літинська, І.Челушкіна)         |
|                      | |                                                      |                     | |  |   |    |   |       |          |                                                     |
| Чемпіонат світу 1996 | Зональний турнір | Чемпіонат України 1992                               |                     | |  |   |    |   |       |          |                                                     |
| Чемпіонат світу 1996 | Міжзональний турнір 1993, Джакарта (Індонезія), липень—серпень 1993 року 39 учасниць                                                                            | ?                                                    | Швейцарська система | 38 суперниць (13 турів)                                                                                   |  | 5 | 4  | 4 | 7     | 14       | Кетеван Арахамія                                    |
|                      | |                                                      |                     | |  |   |    |   |       |          |                                                     |
| Чемпіонат світу 1999 | Зональний турнір |                                                      |                     | |  |   |    |   |       |          |                                                     |
| Чемпіонат світу 1999 | Міжзональний турнір 1995, Кишинів (Молдова), вересень 1995 року 52 учасниці                                                                                     | ?                                                    | Швейцарська система | 51 суперниця (13 турів)                                                                                   |  | 6 | 4  | 3 | 7½    | 16       | Кетеван Арахамія                                    |

### Чемпіонати України
Лідія Семенова зіграла у 18-ти фінальних турнірах чемпіонатів України, набравши при цьому 128½ очок із 208 можливих, що становить 61,8 % від числа можливих очок. 
В активі Лідії Семенової — 2 золоті, 3 срібні та 2 бронзові нагороди.
| Рік  | Місце проведення | Турнір                            | + | — | = | Результат | Місце   |
| ---- | ---------------- | --------------------------------- | - | - | - | --------- | ------- |
| 1969 | Чернівці         | 29-й чемпіонат України            |   |   |   | 10 з 14   | Bronze  |
| 1970 | Харків           | 30-й чемпіонат України            | 6 | 2 | 4 | 8 з 12    | Silver  |
| 1971 | Львів            | 31-й чемпіонат України            | 7 | 1 | 3 | 8½ з 11   | Gold    |
| 1974 | Одеса            | 34-й чемпіонат України            |   |   |   | 6½ з 11   | 7 — 9   |
| 1977 | Львів            | 37-й чемпіонат України            | 6 | 2 | 1 | 6½ з 9    | Bronze  |
|      | Житомир          | 46-й чемпіонат України (чоловіки) | 2 | 5 | 3 | 3 з 9     | 32 — 35 |
| 1985 | Херсон           | 45-й чемпіонат України            | 4 | 3 | 6 | 7 з 13    | 7       |
| 1986 | Миколаїв         | 46-й чемпіонат України            | 5 | 6 | 4 | 7 з 15    | 10      |
| 1988 | Ворошиловград    | 48-й чемпіонат України            | 6 | 2 | 7 | 9½ з 15   | 4       |
| 1989 | Бердянськ        | 49-й чемпіонат України            | 7 | 2 | 6 | 10 з 15   | Silver  |
| 1991 | Сімферополь      | 51-й чемпіонат України            | 4 | 4 | 7 | 7½ з 15   | 9       |
| 1992 | Херсон           | 52-й чемпіонат України            | 7 | 2 | 6 | 10 з 15   | 6       |
| 1995 | Маріуполь        | 55-й чемпіонат України            | 3 | 3 | 3 | 4½ з 9    | 16 — 21 |
| 1997 | Алушта           | 57-й чемпіонат України            | 6 | 1 | 2 | 7 з 9     | Gold    |
| 1998 | Алушта           | 58-й чемпіонат України            | 2 | 2 | 5 | 4½ з 9    | 17 — 24 |
| 2000 | Севастополь      | 60-й чемпіонат України            | 3 | 3 | 3 | 4½ з 9    | 14 — 25 |
| 2002 | Алушта           | 62-й чемпіонат України            | 4 | 2 | 3 | 5½ з 9    | 8 — 10  |
| 2003 | Миколаїв         | 63-й чемпіонат України            | 7 | 2 | 0 | 7 з 9     | Silver  |
| 2004 | Алушта           | 64-й чемпіонат України            | 3 | 2 | 4 | 5 з 9     | 18      |

### Чемпіонати СРСР
Лідія Семенова зіграла у 17-ти фінальних турнірах чемпіонатів СРСР, набравши при цьому 156 очок із 298 можливих (+111-97=90), що становить 52,3 % від числа можливих очок. 
В активі Семенової — 1 золота та 1 бронзова нагороди.
| Рік     | Місце проведення | Турнір                         | Результат | +  | —  | = | Місце   |
| ------- | ---------------- | ------------------------------ | --------- | -- | -- | - | ------- |
| 1969    | Горі             | 29-й чемпіонат СРСР            | 6½ з 19   | 5  | 11 | 3 | 17      |
| 1970    | Бєльці           | 30-й чемпіонат СРСР            | 10 з 19   | 6  | 5  | 8 | 8 — 9   |
| 1971    | Сочі             | 31-й чемпіонат СРСР            | 12 з 19   | 8  | 3  | 8 | Bronze  |
| 1972    | Тольятті         | 32-й чемпіонат СРСР            | 10½ з 19  | 8  | 6  | 5 | 5 — 8   |
| 1973/74 | Тбілісі          | 33-й чемпіонат СРСР            | 8½ з 19   | 6  | 8  | 5 | 13 — 15 |
| 1976    | Актюбінськ       | півфінал 36-го чемпіонату СРСР | 10½ з 14  |    |    |   | 1—2     |
| 1976    | Тбілісі          | 36-й чемпіонат СРСР            | 10½ з 17  | 10 | 6  | 1 | 5 — 6   |
| 1977    | Львів            | 37-й чемпіонат СРСР            | 8½ з 17   | 6  | 6  | 5 | 9       |
| 1978    | Миколаїв         | 38-й чемпіонат СРСР            | 12½ з 17  | 10 | 2  | 5 | — 2     |
| 1979    | Тбілісі          | 39-й чемпіонат СРСР            | 10 з 17   | 6  | 3  | 8 | 5 — 6   |
| 1980/81 | Алма-Ата         | 40-й чемпіонат СРСР            | 8 з 15    | 7  | 6  | 2 | 6 — 7   |
| 1981    | Івано-Франківськ | 41-й чемпіонат СРСР            | 8½ з 17   | 5  | 5  | 7 | 9 — 11  |
| 1985    | Єреван           | 45-й чемпіонат СРСР            | 8½ з 17   | 5  | 5  | 7 | 8 — 10  |
| 1986    | Фрунзе           | 46-й чемпіонат СРСР            | 7 з 16    | 5  | 7  | 4 | 12 — 15 |
| 1987    | Тбілісі          | 47-й чемпіонат СРСР            | 9½ з 19   | 6  | 6  | 7 | 10 — 12 |
| 1989    | Волзький         | 49-й чемпіонат СРСР            | 10½ з 17  | 8  | 4  | 5 | 4 — 5   |
| 1990    | Подольськ        | 50-й чемпіонат СРСР            | 8 з 17    | 5  | 6  | 6 | 12 — 13 |
| 1991    | Львів            | 51-й чемпіонат СРСР            | 7 з 17    | 5  | 8  | 4 | 12 — 13 |

## Зміни рейтингу
| На цьому місці має відображатися графік чи діаграма, однак з технічних причин його відображення наразі вимкнено. Будь ласка, не видаляйте код, який викликає це повідомлення. Розробники вже працюють для того, щоби відновити штатне функціонування цього графіка або діаграми. | |
| | На цьому місці має відображатися графік чи діаграма, однак з технічних причин його відображення наразі вимкнено. Будь ласка, не видаляйте код, який викликає це повідомлення. Розробники вже працюють для того, щоби відновити штатне функціонування цього графіка або діаграми. |